# Dennis Boyd (cestista)
Dennis Boyd (Portsmouth, 21 maggio 1954) è un ex cestista statunitense, professionista nella NBA.

## Carriera
Venne selezionato dai New Orleans Jazz al quarto giro del Draft NBA 1977 (72ª scelta assoluta).